# Musen på månen
Musen på månen (engelska: The Mouse on the Moon) är en brittisk komedifilm från 1963 i regi av Richard Lester.
Filmen är en uppföljare till Musen som röt från 1959 och är baserad på Leonard Wibberleys roman The Mouse on the Moon.

## Handling
En vädjan om internationellt bistånd, för påstådd rymdforskning, inbringar en miljon dollar till det lilla mellaneuropeiska furstendömet Grand Fenwick.

## Rollista i urval
- Margaret Rutherford - storhertiginnan Gloriana XIII
- Ron Moody - premiärminister greve Rupert Mountjoy
- Bernard Cribbins - Vincent Mountjoy
- Ed Bishop - amerikansk astronaut
- David Kossoff - professor Kokintz
- Terry-Thomas - Maurice Spender
- June Ritchie - Cynthia Benter
- John Le Mesurier - brittisk FN-delegat
- John Phillips - amerikansk FN-delegat
- Peter Sallis - sovjetisk FN-delegaten
- Eric Barker - MI5-man
- Michael Trubshawe - brittisk adjutant
- Clive Dunn - bandledaren
- Graham Stark - standarbäraren
- John Bluthal - Max von Neidel
- Richard Marner - sovjetisk flygvapengeneral
- Allan Cuthbertson - konferensledamot
- Frankie Howerd - den fenwickianske tv-mannen
- Stringer Davis - förste rådsherren